# Զ
Za (mayúscula: Զ; minúscula: զ; en armenio: զա) es la sexta letra del alfabeto armenio. 
Representa la sibilante alveolar sonora (/z/) en las variedades oriental y occidental del armenio. 
Creada por Mesrop Mashtots en el siglo V, tiene un valor numérico de 6.
Su forma en mayúscula es similar al número arábigo 2 y otras dos letras armenias, Dza (Ձ) y Je (Ջ). Su forma en minúsculas también es similar a la forma minúscula de la Q latina (q), la forma minúscula de la letra cirílica Ԛ (ԛ) y la forma minúscula de otra letra armenia, Gim (գ).

## Códigos informáticos
| Carácter      | Զ                          | Զ                          | զ                        | զ                        |
| ------------- | -------------------------- | -------------------------- | ------------------------ | ------------------------ |
| Unicode       | ARMENIAN CAPITAL LETTER ZA | ARMENIAN CAPITAL LETTER ZA | ARMENIAN SMALL LETTER ZA | ARMENIAN SMALL LETTER ZA |
| Codificación  | decimal                    | hex                        | decimal                  | hex                      |
| Unicode       | 1334                       | U+0536                     | 1382                     | U+0566                   |
| UTF-8         | 212 182                    | D4 B6                      | 213 166                  | D5 A6                    |
| Ref. numérica | &#1334;                    | &#x536;                    | &#1382;                  | &#x566;                  |

## Galería

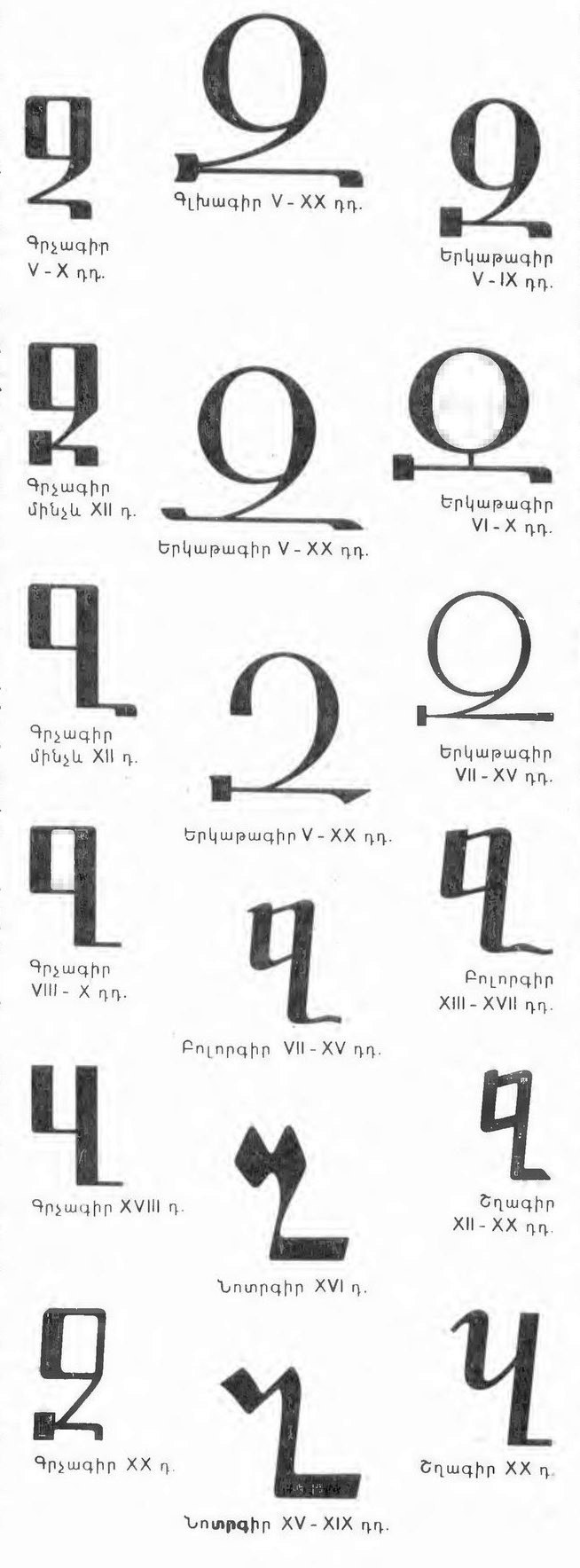
Varias fuentes históricas

Erkat'agir
Grchagir
Bolorgir
Notrgir
Shghagir